# 新丰江

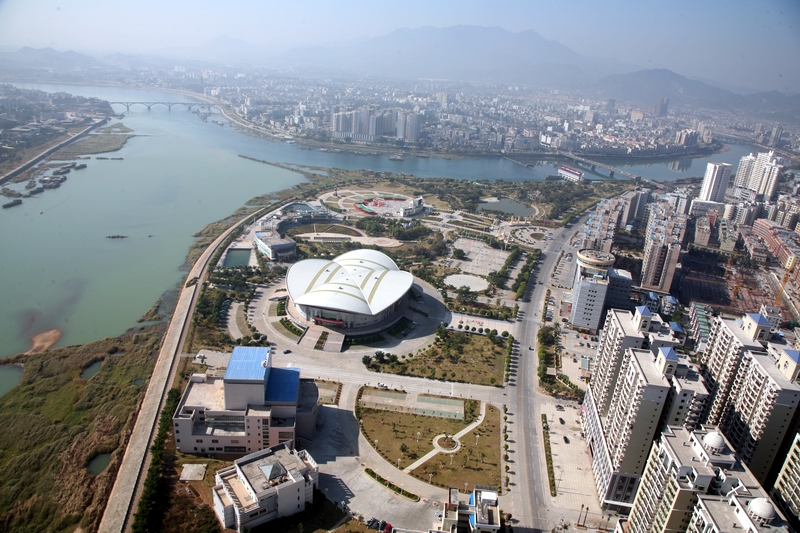
新丰江(右)注入东江(左)

新丰江是珠江水系东江的一条支流，发源于韶关市新丰县的小正镇七星岭，在河源市区东部汇入东江，全长163公里，集水面积为5813平方公里。在新丰江与东江交汇处，水面颜色青黄分明，当地人称之为「宝江」，过去此地汇集许多渔船及客船、货船，入夜时星点渔火伴随着渔歌，然此情此景现已少见。
目前在距河源市仅6公里的新丰江下游亚婆山峡谷出口处建立了一个水电站，形成了一个广东省最大的人工湖--新丰江水库（又称：万绿湖）。